# Femmes solidaires
Ne doit pas être confondu avec Union des femmes de France.
Pour les articles homonymes, voir Union des femmes.
Femmes solidaires, anciennement Union des femmes françaises (UFF), est une association loi de 1901 féministe française. Le mouvement œuvre pour la défense et l'avancée des droits des femmes, la parité homme-femme, le mouvement libéral et la solidarité internationale.

## Création et historique

### Naissance dans la clandestinité
Les prémices de l'association démarrent vers 1941 dans les comités féminins de la Résistance, nés des comités populaires de la Résistance créés par Danielle Casanova. Ces comités féminins se structurent progressivement au niveau local puis régional et interrégional. Ils sont regroupés au sein de l'Union des femmes françaises dans la zone nord et l'Union des femmes de France dans la zone sud. Les responsables en sont Josette Cothias puis Maria Rabaté pour la zone nord, après l'arrestation de Danielle Casanova, et Marcelle Barjonet et Simone Bertrand en zone sud. L'UFF se consolide vers 1943 au sein du mouvement de résistance communiste durant l'occupation de la France par l'Allemagne nazie. Cette organisation met du temps à s’établir, notamment en raison d'arrestations de ses membres par les nazis ou le régime de Vichy.
En avril 1944, les Francs-tireurs et partisans demandent l'aide de l'UFF pour rejoindre ses services auxiliaires en tant qu'agent de renseignement, de liaison ou pour l'intendance. Un comité directeur composé d'Yvonne Dumont, Francoise Leclercq, Irène Joliot-Curie et Eugénie Cotton se réunit le 11 juin pour évaluer cette proposition. L'UFF est alors un mouvement à l'échelle nationale qui demande son rattachement au Conseil national de la Résistance pour être reconnu.

### Libération
L’UFF et son journal, Femmes françaises, naissent de la fusion en novembre 1944 des Comités féminins communistes des zones Nord et Sud, mis en place dans le cadre de la Résistance. Elle est créée par un congrès le 21 décembre 1944, à l'initiative du Parti communiste français (sa création est revendiquée par l'historienne Rolande Trempé dans les Ardennes). Son premier congrès, en juin 1945, rend hommage à Danielle Casanova et Berthie Albrecht avec le mot d'ordre « plus jamais ça ! », et voit les déléguées françaises et étrangères poser les bases de leur action future, en affirmant leur détermination à lutter pour l'égalité des droits avec les hommes, aussi bien dans le domaine politique qu'économique. Forte de 180 000 membres en novembre 1944, elle en affiche  627 000 en septembre 1945,. Son siège est alors situé 41 rue de Provence et plus tard 12 bis rue d'Astorg (Paris). Il en exista également un rue des Petites-Écuries dans le 10e arrondissement de Paris dans les années 1970, voire avant.
Mathilde Gabriel-Péri, alors l'une des seules femmes déléguée à l'Assemblée consultative provisoire de Paris, y est aussi porte-parole de l'UFF. Marie Couette, membre du comité directeur de l'UFF, y sera également déléguée, représentant pour sa part la CGT. L'UFF est affiliée à la Fédération démocratique internationale des femmes (FDIF).
L'UFF publie en 1945 le livre Une vie exemplaire, Danielle Casanova, la même année que son évocation privilégiée dans Les Femmes héroïques de la Résistance de Louis Saurel chez Nathan.

### Immédiat après-guerre

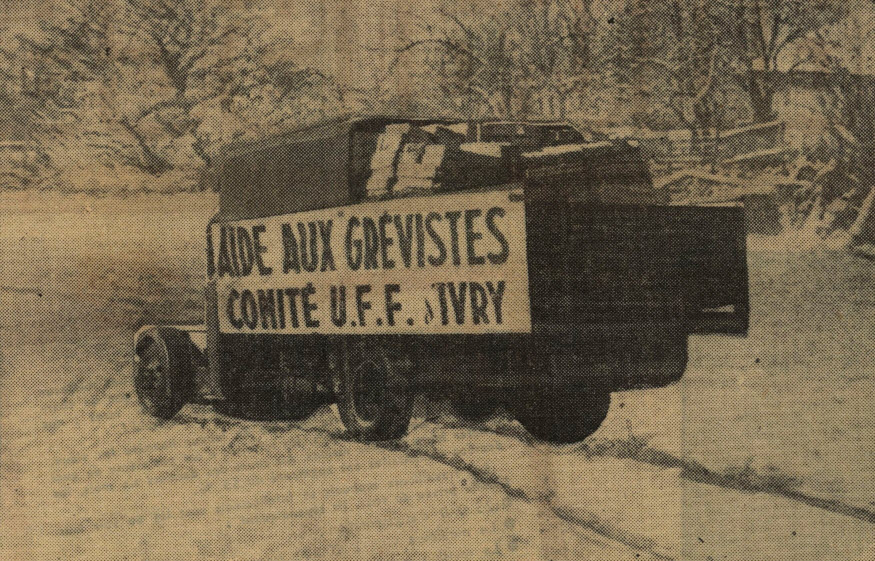
Camion de ravitaillement affrété par l'UFF en décembre 1947.

#### Proche d'un million d'adhérentes en 1947
Les effectifs sont d'abord très importants : 620 000 au premier congrès de 1945, puis 1 million en 1947, en incluant les associations familiales liées, mais chutent rapidement, divisés par dix en une décennie : un demi-million en 1952, puis seulement 200 000 adhérentes en 1956, 100 000 en 1964 et 50 000 en 1968,. En 1946, par comparaison, seuls 11 % à 19 % des adhérents du PCF sont des femmes.
L'UFF est parfois citée comme un vecteur de prise de confiance dans le couple, illustré par une adhérente disant : « Maintenant je me sens l’égale de mon mari parce que j’ai entendu parler de ceci, on a discuté de cela ». Le terme « amie » désigne l’adhérente, moins connoté que celui de « camarade », avec une image plus chaleureuse. Inviter des femmes à partager une amitié au sein d’un mouvement est « un atout pour recruter largement, préoccupation majeure » de l'UFF. L’amitié vécue au sein de l’UFF semble ensuite moins mise à mal en cas d'exclusion. L'UFF sert même de refuge à des militantes dont le mari a été exclu du PCF. Mais Jeannette Vermeersch évoque le risque de jalousie des époux quand leurs femmes partent en formation.
L'UFF est ainsi au tout début des années de guerre froide une « organisation communiste de masse », notamment grâce à son magazine Femmes françaises mais une première « reprise en main » par la direction communiste voit sa ligne « adhérer complètement à celle du PCF dès 1947 », quand les représentations de la presse ouvrière féminine « tendent alors à l’unicité, schématisées à l’extrême, déformées, cristallisées en quelques légendes définitivement figées et achevées », notamment celles de quelques résistants soigneusement sélectionnées, Danièle Casanova et Guy Môquet.

#### Grèves de 1947 et 1948
En décembre 1947, les différents conseils régionaux ou nationaux de l'UFF décident de soutenir les grévistes parisiens en cherchant des approvisionnements en province.
L'Humanité rapporte dans ses éditions des 27 janvier et 2 février 1948 que les épouses de mineurs mobilisées autour de Julie Dewintre après les grèves de 1947 en France obtiennent « l’accélération des procédures et pour les familles un droit de visite régulier ». Les femmes de l'UFF font une haie d'honneur devant les médias à un député PCF de l'Hérault, Raoul Calas, qui refuse de quitter la tribune de l'Assemblée nationale pendant une nuit entière, pour soutenir les grévistes.

#### Défense du livre français
Dès 1946, le courrier des lecteurs du journal de l'UFF comporte des lettres dénonçant des propos machistes d'écrivains mais aussi de timides plaidoyers pour l'éducation sexuelle, tandis que des articles soulignent la « capacité créatrice » des femmes dans le domaine littéraire. Le 3e congrès de l'UFF se déroule en juin 1949 à Marseille. Mireille Dumont est chargée de l'organisation et l'on compte parmi les participants Jeannette Vermeersch, Françoise Leclercq, Eugénie Cotton, Claudine Chomat. Louis Aragon et Elsa Triolet interviennent sur la défense du livre français. Nadejda Grekova, ministre de l'URSS, mène la délégation russe.
Le conseil national de l'UFF les 28 et 29 octobre 1949 est couvert dans le magazine Femmes françaises par Élise Fraysse et les interventions d'Yvonne Dumont ou Jeannette Vermeesch y sont présentées. En décembre 1949, Ségolène Malleret, en tant que secrétaire administrative de l'UFF, fait partie d'une délégation, incluant Henri Martel, qui part à Moscou pour donner à Staline « les cadeaux du peuple de France ».
En 1946, Jeannette Vermeersch-Thorez a proposé à Jeannette Colombel d’assister Marie-Claude Vaillant-Couturier au secrétariat de la Fédération démocratique internationale des femmes, ce qui l'amène en 1947 à participer au blocage des « péniches chargées de tonnes de sucre envoyées aux Allemands par les Américains ». Deux ans après, dans une « ligne strictement stalinienne », celle-ci « épingle l’existentialisme sartrien » et assassine, dans une critique, Le Deuxième Sexe, essai très remarqué de Simone de Beauvoir, paru en 1949, avec « plus d’injures que d’arguments », confessera cette dernière plus tard. Dénonçant sur un marché de la porte de Saint-Cloud la « sale » guerre d’Indochine, elle est inculpée d’« atteinte au moral de la nation et de l’armée.
En 1950, Angèle Chevrin, alors secrétaire nationale de l'UFF, est élue députée lors d'une partielle causée par la démission d'Henri Lozeray, élu au Conseil de l’Union française.

### Actions contre contre la guerre d'Indochine
Après 1950, les manifestations contre la vie chère « perdant de leur acuité », s'installe « au cœur des discours de l’UFF » la « vision mythifiée et uniforme de la femme, symbole anti-guerre », via un continuum qui va durer deux décennies (Allemagne, Indochine, Algérie), notamment quand l'UFF s’organisera dès 1955 « autour du refus de l’envoi des appelés et rappelés en Algérie », avec de très nombreuses « délégations de mères et d’épouses » aux élus. Au début des années 1950, l'Union des femmes françaises s'est surtout intéressée à l'Indochine, le PCF organisant la plupart (437 sur 457) des manifestations politiques de la période 1949-1952.

#### Appel d'août 1949 et plaques en hommage aux soldats tués de 1949
Madeleine Colin se fait l’écho dans le bulletin de la fédération CGT des PTT d'août 1949 de l'appel de « quinze femmes du département du Nord » qui « se sont adressées aux dockers de Dunkerque et, à travers eux, à tous les Français, pour qu’ils se dressent contre cette odieuse guerre du Viêtnam ». Cet appel reçoit un accueil favorable un peu plus tard, les dockers de Dunkerque sont les premiers à se lancer dans les grèves de 1949-1950 contre la guerre d'Indochine.
L'UFF s'oppose aussi à la guerre d'Indochine le 30 septembre 1949, jour d'une « altercation » avec la police devant le ministère de la Guerre, puis propose dès novembre une plaque en hommage aux soldats tués en Indochine, victimes de la « sale guerre », financée par le journal régional du PCF L'Union, soutenue par le conseil municipal de Châlons-sur-Marne mais dénoncée par le maire radical de Reims Roger Jardelle et le préfet, qui s'est procuré la lettre de l’UFF et reste en permanence en contact avec son ministère pour en parler.

#### Appel aux mères et épouses des soldats
L'UFF invite les mères et épouses des soldats à une « journée de la paix du Viêt Nam » le 25 janvier 1950, où sa vice-présidente Jeannette Vermeersch Thorez appuie devant 30 000 personnes une délégation à la présidence du conseil réclamant de « cesser la guerre ». L'oratrice aurait ensuite incité à « s'en prendre aux blessés de guerre », selon un livre de Roger Holeindre s'inspirant d'une question du sénateur Raymond Dronne au président du conseil 11 janvier 1951, affirmant qu'un « convoi de grands blessés rapatriés d'Indochine » fut « insulté » par des syndicalistes CGT travaillant sur la voie, en gare d'Avignon,. 
Le 6 mars 1950, la dernière page de L'Humanité martèle un « serment des femmes parisiennes » contre la guerre d'Indochine, après un meeting politique au vélodrome Buffalo de Montrouge, près de la porte d’Orléans. Le PCF met en avant les femmes et les jeunes communistes, comme Raymonde Dien, qui dément avoir abimé du matériel en freinant le départ d'un un train de matériel militaire, mais passera dix mois en prison, sur fond de grève des dockers, combattus par le préfet des Bouches-du-Rhône Jean Baylot, devenu en janvier 1951 préfet de police de Paris et tête de turc du PCF et de l'UFF. La revendication anticolonialiste infuse aussi vers les 200 000 Algériens de France des années 1950-1952, « davantage formés que leurs prédécesseurs », qui « rejoignent les syndicats », dont 10 000 (5 %) militent au MTLD de Messali Hadj, participant aux défilés du 1er mai dès 1949 dans le Nord-Pas-de-Calais et 1950 pour le reste de la France, « avec leurs propres slogans », générant « à partir de 1951 » des « affrontements parfois très violents » avec la police. En Indochine, près de la moitié des soldats sont après 1950 originaires du Maghreb.

#### Raymonde Dien, icône des blocages de convois militaires
Le 12 mai 1950, un convoi de matériel militaire est arrêté à un passage à niveau de Nantes par 50 personnes chantant La Marseillaise, dont une femme qui se couche sous le convoi. Les policiers en interpellent 9 entre le 24 mai et le 22 septembre, traduits en mars 1951 devant un tribunal militaire malgré leurs alibis, la plupart sont acquittés, les autres bénéficiant de sursis, malgré la loi du 11 mars 1950 instituant « une peine de réclusion en cas d’entrave violente à la circulation du matériel militaire », tandis qu'entre 1950 et 1953 « près de 800 cas judiciaires communistes sont déclenchés ». D'autres procès ont eu lieu, pour les neuf de Roanne le 26 août 1950 et les « 10 de la Bocca » le 14 octobre 1950,, tandis que le tribunal militaire de Paris jugera les « 12 de Saint-Brieuc le 31 janvier 1951 et les « 9 de Nantes » le 15 mars 1951.
Fin octobre 1950 le Secours populaire est jugé « incapable de mener une action de grande ampleur pour Henri Martin », condamné à cinq ans de prison sur « fausse accusation de sabotage », une « action de masse » étant confiée pour « tendre la main » aux socialistes et chrétiens, à des « comités départementaux chapeautés par André Marty », la « montée en puissance du mythe Martin entretenant dès lors le mythe Marty » et contribuant à la cassation du procès de Toulon en mai 1951.

#### Les techniques d'intoxication, ruse et surveillance
L'UFF et son journal seront parmi les plus visés par les techniques d'« intoxication, ruse et surveillance » déployées par la police pour contre-attaquer à cette mobilisation contre la guerre de l'hiver 1949-1950 ; le ministre René Pleven est particulièrement inquiet des risques de désertion au sein de l'armée, voyant des militants communistes « ennemis de leur pays », et demandant l'identité de toutes les militantes de l'UFF devant participer à « un stage d'instruction à Paris ».
Les militaires français acquièrent en effet la « conviction d’être confrontés à un ennemi global, dont la cinquième colonne, est présente en France ». À partir de 1950, « des structures dédiées à l’action psychologique », dont « l’ampleur n’aura pas d’équivalent ailleurs », sont créées par René Pleven, avec des militaires qui mettent en œuvre, « destinée à la métropole », une doctrine de « Défense intérieure du territoire », faisant émerger « un mouvement anticommuniste plus large », rejoint par des politiques et « réseaux de renseignement, officines et mouvements de contre-propagande, pour certains encouragés par les États-Unis ».
En juin 1950, des militaires en Indochine se disent révoltés, par la mort le 2 juin vers Phan Ri de l'adjudant Ange Parsiani, que Paul Bonnecarrère, correspondant de guerre de Paris Match attribue à une grenades dont la charge explosive a été remplacée par un mini-tract « Paix au Vietnam » signé de l'Union des femmes françaises, mais l'historien Patrick Mortal relativise l'anecdote en rappelant que les témoignages sur la guerre d'Indochine ne mentionnent que « très peu de trace » de sabotages. L'affectation de l'adjudant tué, issu du 11e choc, a fait débat. Il dirigeait une section de la Brigade marine d'Extrême-Orient (BMEO), débarquée au Tonkin dès mars 1946 pour la protection des « percées du train blindé Sud », qui a rendu célèbre son supérieur, héros du livre de Paul Bonnecarrère, et non pas aux légionnaires du 2e REI comme souvent présenté.
Après la défaite française de Cao Bang en octobre 1950, l’accusation contre Eugénie Cotton pour l'affiche « Non, tu ne t'engageras pas », représentant une mère déchirant l'engagement de son fils, se durcit, devenant « participation » à une entreprise de provocation relevant du tribunal militaire pour trahison : elle est inculpée le 22 novembre 1950 pour ce motif mais après plusieurs péripéties, l’affaire se termine par un non-lieu en octobre 1951. Entre-temps, le 11 mars 1951, le conseil national de l'UFF crée une « assemblée nationale des femmes pour le désarmement », où Ségolène Malleret, Marie-Claude Vaillant-Couturier et Andrée Marty-Capgras interviennent.

### Grèves de 1953
Dès juin 1953, dans un article dans L'Humanité, peu avant la grève de 1953, Julie Dewintre, dirigeante de l'UFF explique que les femmes de mineurs se forment des délégations auprès « des municipalités » ou « auprès de la direction des usines » pour « présenter leurs revendications ». Les 5 et 6 mars 1954, elle plaide pour que l'UFF permette aux femmes de mineurs dont les maris sont syndiqués à la CGT et puisse entraîner celles dont les maris sont syndiqués dans d'autres syndicats à participer à l’action, en soulignant que « des milliers de femmes ne sont pas prêtes à adhérer » mais « seraient d’accord de se rencontrer, de s’unir et ensemble trouver les moyens d’action pour faire aboutir leurs propres revendications ». Proche d'Auguste Lecoeur, Julie Dewintre est évincée du comité centrale du PCF en 1954, comme lui, mais conserve un rôle à l'UFF.

### Recentrage de l'UFF par Jeannette Vermeersch et Fernande Valignat
Après la rupture Tito-Staline en 1948 et le procès Rajk peu après en Hongrie, qualifiée de « renégate [et] ennemie de classe », la journaliste Edith Thomas du magazine Filles de France en claque la porte pour effectuer deux voyages en Yougoslavie en 1950 et la contestation s'étend à d'autres militantes. Dans l'Oise, les réunions de l’Union des femmes françaises (UFF) sont animées par Paulette Jauneau, sa présidente départementale, qui selon un rapport des renseignements généraux, se trouve au centre d'une « grave crise où se mêlent problèmes politiques et problèmes personnels », découlant de « l'affaire Roland Bertrand », ce qui « affecte profondément son mari » Georges Jauneau, le « Capitaine Jacques » dans la Résistance, un ingénieur chimiste qui mena la liste communiste à Saint-Just-en-Chaussée en 1947, poursuivi puis acquitté, en 1950, pour un article du Patriote de l’Oise qui « condamnait la guerre d'Indochine », avant de quitter le PCF.
Jeannette Vermeersch, compagne du secrétaire général du PCF Maurice Thorez, est vice-présidente de l'UFF et reprend en main l'organisation au début des années 1950, avec l'aide de Mauricette Vanhoutte, 21 ans, nièce de Maurice Thorez, qui prend la tête de l’UFF à l'été 1951. Cette dernière demande la tête de rédactrices « pas vraiment de la classe ouvrière », aboutissant en réalité à écarter les journalistes juives lors du complot des blouses blanches. Autre dirigeante de l'UFF très proche de Jeannette Vermeersch, Fernande Valignat, crainte pour ses « interrogatoires en règle » des autres dirigeantes de l'UFF, « manipula un vieux sénateur communiste pour lui faire jouer le rôle de délateur » et "monta une provocation", afin de mettre « en cause à la fois Pannequin et le camarade qui était alors maire de la commune de Montataire », Marcel Coene. 
À la mi-janvier 1953, Jeannette Vermeersch recentre l'UFF devant son Conseil national, sur une mission centrée autour du rôle d'épouse plus que celui de salariée. Elle loue en particulier le fait de « réunir les femmes de mineurs, afin qu'elles discutent des moyens d'obtenir que leurs maris aient de meilleures conditions de salaires, de pension, de logement », mais la direction du PCF met en place des comités de « femmes de... », pour mobiliser les épouses aux côtés de leurs conjoints puis l'UFF lance un appel aux « femmes et mamans de France » dans le quotidien communiste et Julie Dewintre, députée des mineurs du Pas-de-Calais, s'y rallie à l'été puis lors de la réunion du Comité central des 5 et 6 mars 1954,,.

### Campagnes pour l'accouchement sans douleur
Selon Jacques Derogy, l'opposition à la contraception à partir de 1956, avec une campagne en faveur de la ause de l'accouchement sans douleur, était destinée à écarter la remise en cause de Staline : « Tant qu'on discutera règles et fausses couches, on laissera Staline tranquille », aurait déclaré Jeannette Vermeersch à Dominique Desanti.
Au début de 1955, une série d'articles de dirigeantes de l'UFF,, invente le mythe voulant que la Journée internationale des femmes daterait de la lutte des couturières new-yorkaises le 8 mars 1857, alors que son institution avait été prise en 1910, à la IIe Conférence internationale des femmes socialistes de Copenhague, selon la proposition de Clara Zetkin, erreur qui sera rectifiée par la publication, en mars 1977, d'une investigation dans le numéro zéro du magazine Histoires d'Elles. En 1955, il s'agissait d’une bataille menée « pour que la CGT s’affranchisse de la prédominance de l’UFF et du PCF », avec « ses propres mots d’ordre et ses propres formes d’action » contre Jeannette Vermeersch, dirigeante de l’UFF, avec qui Madeleine Colin, nouvelle dirigeante de la CGT, avait un désaccord sur « la contraception et l’avortement ». 
Le premier accouchement « sans douleur » en France date de 1952, et la propagande intensive de l’UFF à partir de 1955 s'appuie sur le docteur Lamaze, revenant d’URSS, moyen pour le PCF « d’évacuer la question du contrôle des naissances », promu au même moment par l’association « Maternité heureuse », ancêtre du Planning familial. Mais dès 1953, Simone Gillot, présidente de l'UFF et infirmière, s'était ralliée à la cause de l'accouchement sans douleur prôné par le Dr Fernand Lamaze.
En 1956, Jeannette Vermeersch, s'exprimant en tant que vice-présidente de l'UFF, prend parti contre le « contrôle des naissances » : « Le "Birth control", la maternité volontaire, est un leurre pour les masses populaires, mais c'est une arme entre les mains de la bourgeoisie contre les lois sociales ». Cette position va à l'encontre de celles de nombreux militants, notamment dans les milieux médicaux. Thorez prend parti pour son épouse Jeannette en condamnant ce qu'il appelle les « thèses néo-malthusiennes ». Dans L'Humanité du 2 mai 1956, Maurice Thorez déclare à Jacques Derogy à propos de l'avortement : « Au lieu de vous inspirer des idéologies de la grande et petite bourgeoisie, vous auriez mieux fait de méditer l'article que Lénine a consacré au néomalthusianisme… Le chemin de la libération de la femme passe par les réformes sociales, la révolution sociale et non par les cliniques d'avortement. ». Deux jours plus tard, Jeannette Vermeersch déclare à propos de l'avortement : « Depuis quand les femmes travailleuses réclameraient le droit d'accéder aux vices de la bourgeoisie ? Jamais ! ».
Le premier numéro du magazine  Antoinette, en référence à l’héroïne du film récent de Jacques Becker, Antoine et Antoinette, sort en novembre 1955, confié à Madeleine Colin.

## Années 1960
Plus de 600 « veillées pour la paix » au Vietnam sont revendiquées en 1966, dans le sillage de l'intense action contre la guerre d'Indochine au début des années 1950.
Par ailleurs, à partir des années 1960, l’UFF « tente de systématiser une politique de revendications culturelles » : création de salles de réunion dans les grands ensembles, la prise en compte des spectacles dans les tâches du service public, ventes de livres pour enfants et adultes, séances de télé-clubs. 

## Principes et objectifs au XXIesiècle

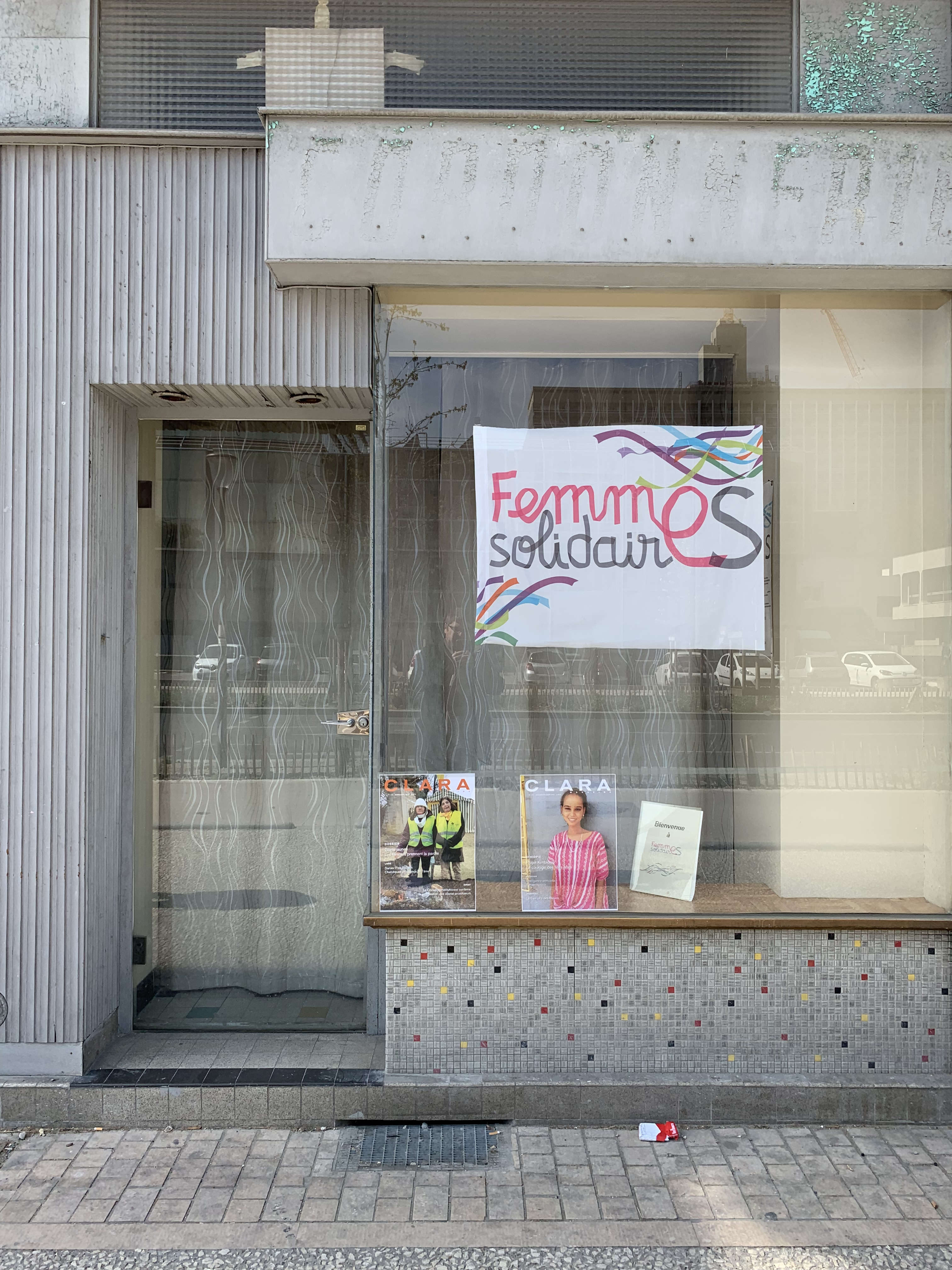
Le local de Femmes solidaires du Rhône, rue Garibaldi à Lyon.

Au XXIe siècle, l'association, mouvement féministe d'éducation populaire, revendique plus de 30 000 membres, via plus de 190 associations locales. Rebaptisée UFF-Femmes solidaires le 18 décembre 1996 puis Femmes solidaires en 1998, elle publie le mensuel Clara Magazine, qui a pris le relais d'Heures Claires, autour de ses valeurs fondatrices de laïcité, mixité, égalité des droits des femmes, paix et liberté. Elle combat toute forme de discrimination ou de domination, notamment dans les domaines du droits et de l'accès à l'emploi, de l'égalité des femmes et des hommes au travail, de la parité ou de la lutte contre les violences faites aux femmes.
Femmes solidaires bénéficie d'un statut consultatif spécial du Conseil économique et social au sein des Nations unies. L'association s'implique également dans des campagnes de solidarités internationales et travaille avec plusieurs organisations féministes dans différents pays du monde.

## Personnalités

### Fondatrices
- Nicole de Barry, cofondatrice[88]
- Claudine Chomat, cofondatrice sous le nom de Claudine Michaut)
- Eugénie Cotton, cofondatrice, présidente
- Josette Dumeix, cofondatrice sous le nom de Josette Cothias
- Yvonne Dumont, cofondatrice
- Françoise Leclercq, cofondatrice, vice-présidente (1952-1963)[89]
- Lise London, cofondatrice sous le nom de Lise Ricol
- Maria Rabaté, cofondatrice, vice-présidente (1968-1974)
- Rolande Trempé, responsable départementale pour les Ardennes (1944-1947)
- Marie-Claude Vaillant-Couturier, cofondatrice, présidente

### Autres personnalités
- Denise Breton, présidente (1977-1985)[90]
- Marthe Chabrun
- Angèle Chevrin, secrétaire nationale
- Jeannette Colombel[91]
- Mathilde Filloz, exerce des responsabilités dans le Doubs, à Marseille puis à Nice, de 1945 à 1960
- Mathilde Gabriel-Péri
- Raymonde Fiolet, membre du comité directeur.
- Émilienne Galicier, responsable départementale pour le Nord, le Pas-de-Calais, l’Aisne et les Ardennes[92]
- Germaine Guesnay
- Simone Gillot, présidente de l'UFF de Saint-Denis, membre du conseil national (1945-1952)
- Marcelle Huisman, présidente
- Irène Joliot-Curie
- Jeanne Léveillé
- Louise L’Huillier
- Ségolène Malleret, membre du comité directeur en 1951
- Andrée Marty-Capgras, vice-présidente (1953-1963)
- Martine Monod
- Pauline Ramart
- Claudine Rey, permanente (1973-1983)[93]
- Odette Roux, responsable départementale pour la Vendée
- Jeannette Vermeersch, vice-présidente (1945-1974)
- Madeleine Vincent
- Julie Dewintre
- Eugénie Cotton